# Filmografia de Pam Grier
Esta  é uma filmografia da atriz norte-americana Pam Grier.

## Filmes e séries
| Ano       | Titulo                                          | papel                              | Notas |
| --------- | ----------------------------------------------- | ---------------------------------- | --- |
| 1970      | Beyond the Valley of the Dolls                  | Partygoer                          | |
| 1971      | The Big Doll House                              | Grear                              | |
| 1971      | Women in Cages                                  | Alabama                            | |
| 1972      | Hit Man                                         | Gozelda                            | |
| 1972      | The Big Bird Cage                               | Blossom                            | |
| 1972      | Cool Breeze                                     | Mona                               | |
| 1973      | Black Mama White Mama                           | Lee Daniels                        | |
| 1973      | Scream Blacula Scream                           | Lisa                               | |
| 1973      | Coffy                                           | Coffy                              | |
| 1973      | The Twilight People                             | Ayesa, the Panther Woman           | |
| 1974      | The Arena                                       | Mamawi                             | |
| 1974      | Foxy Brown                                      | Foxy Brown                         | |
| 1975      | Sheba, Baby                                     | Sheba Shayne                       | |
| 1975      | Bucktownn                                       | Aretha                             | |
| 1975      | Friday Foster                                   | Friday Foster                      | |
| 1976      | Drum                                            | Regine                             | |
| 1977      | Greased Lightning                               | Mary Jones                         | |
| 1977      | Twilight of Love                                | Sandra                             | |
| 1981      | Fort Apache, The Bronx                          | Charlotte                          | |
| 1983      | Something Wicked This Way Comes                 | Dust Witch                         | |
| 1983      | Tough Enouh                                     | Myra                               | |
| 1984      | The Vindicator                                  | Hunter                             | |
| 1985      | Badge of the Assassin                           | Alexandra 'Alie' Horn              | |
| 1986      | On the Edge                                     | Cora                               | |
| 1985–1989 | Miami Vice                                      | Valerie Gordon                     | |
| 1987      | The Allnighter                                  | Sgt. McLeesh                       | |
| 1988      | Above the Law                                   | Delores 'Jacks' Jackson            | |
| 1989      | The Package                                     | Ruth Butler                        | |
| 1990      | Class of 1999                                   | Ms. Connors                        | |
| 1991      | Bill & Ted's Bogus Journey                      | Ms. Wardroe                        | |
| 1993      | Posse                                           | Phoebe                             | |
| 1993      | The Fresh Prince of Bel Air                     | Janice Robertson                   | |
| 1996      | Mars Attacks!                                   | Louise Williams                    | |
| 1996      | Escape from L.A.                                | Hershe Las Palmas                  | |
| 1996      | Original Gangstas                               | Laurie Thompson                    | |
| 1997      | Jackie Brown                                    | Jackie Brown                       | Prêmios San Diego Film Critics Society Award de Melhor Atriz Indicações Golden Globe Award de Melhor Atriz em Filme Dramático Screen Actors Guild Awards De Melhor Atriz Principal London Film Critics Circle de Melhor Atriz Prémios Los Angeles Film Critics Association de Melhor Atriz Las Vegas Film Critics Society Awards de Melhor Atriz de Melhor Atriz NAACP Image Awards de Melhor Atriz National Board of Review de Melhor Atriz National Society of Film Critics Award de Melhor Atriz<br /Oklahoma Film Critics Circle de Melhor Atriz Satellite Awards de Melhor Atriz - Cinema Saturn Awards de Melhor Atriz Urso de Prata de Melhor Atriz |
| 1997      | Fakin' da Funk                                  | Annabelle Lee                      | |
| 1999      | Holy Smoke!                                     | Carol                              | |
| 1999      | In Too Deep                                     | Det. Angela Wilson                 | |
| 1999      | Linc's                                          | Eleanor Braithwaite Winthrop       | Indicações NAACP Image Awards de Melhor Atriz em Série de Drama (1999–2000) |
| 1999      | Jawbreaker                                      | Detective Vera Cruz                | |
| 2000      | Snow Day                                        | Tina                               | |
| 2000      | 3 A.M.                                          | George                             | Indicações NAACP Image Awards de Melhor Atriz em Mini-série ou Tele-filme |
| 2000      | Wilder                                          | Detective Della Wilder             | |
| 2000      | Happily Ever After: Fairy Tales for Every Child | Nightingale                        | |
| 2001      | Ghosts of Mars                                  | Commander Helena Braddock          | |
| 2001      | Bones                                           | Pearl                              | |
| 2002      | The Adventures of Pluto Nash                    | Flura Nash                         | |
| 2002      | Law & Order: Special Victims Unit               | Asst. US Attorney Claudia Williams | |
| 2004–2009 | The L Word                                      | Kate "Kit" Porter                  | |
| 2005      | Back in the Day                                 | Mrs. Cooper                        | |
| 2008      | Ladies of the House                             | Birdie                             | |
| 2010      | Smallville                                      | Amanda Waller                      | |
| 2010      | Just Wright                                     | Janice Wright                      | |
| 2010      | The Invited                                     | Zelda                              | |
| 2011      | Larry Crowne                                    | Frances                            | |
| 2012      | Woman Thou Art Loosed: On the 7th Day           | Detective Barrick                  | |
| 2012      | The Man with the Iron Fists                     | Jane                               | |
| 2013      | Grand Theft Auto V                              | Ela mesma                          | |